# Contigliano
Contigliano is een gemeente in de Italiaanse provincie Rieti (regio Latium) en telt 3432 inwoners (31-12-2004). De oppervlakte bedraagt 53,5 km², de bevolkingsdichtheid is 64 inwoners per km².

## Demografie
Contigliano telt ongeveer 1539 huishoudens. Het aantal inwoners steeg in de periode 1991-2001 met 8,5% volgens cijfers uit de tienjaarlijkse volkstellingen van ISTAT.
| Jaar | Inwoneraantal |
| ---- | ------------- |
| 1991 | 3142          |
| 2001 | 3408          |

## Geografie
De gemeente ligt op ongeveer 488 m boven zeeniveau.
Contigliano grenst aan de volgende gemeenten: Casperia, Colli sul Velino, Cottanello, Greccio, Montasola, Rieti.